# Rob Sitch
Robert Ian Sitch (Melbourne, 17 maart 1962) is een Australisch acteur, regisseur, producent en schrijver, bekend van satirische televisieprogramma's als Frontline en Utopia.

## Privéleven
Sitch werd geboren en liep school in Melbourne. Hij studeerde af als arts aan de Universiteit van Melbourne en praktiseerde korte tijd. Sitch is gehuwd met Jane Kennedy. Het koppel heeft vijf kinderen.

## Carrière
Sitch televisiecarrière begon in 1986 bij de humoristische sketchshow The D-Generation. In 1993 richtte hij samen met Jane Kennedy, Santo Cilauro, Tom Gleisner en Michael Hirsh het productiehuis 'Working Dog Productions' op om het satirische actualiteitsprogramma Frontline te maken.
Het productiehuis maakte televisieprogramma's en films waaronder The Dish, The Castle, The Late Show, The Hollowmen, Thank God You're Here en Utopia. Verscheidene programma's en films wonnen industrieprijzen. Sitch is medeauteur van een reeks satirische reisboeken: Jetlag.

## Filmografie

### Films
| Jaar | Productie              | Als       | Als       | Als       | Als    | Als            |
| Jaar | Productie              | Regisseur | Producent | Scenarist | Acteur | Ander          |
| ---- | ---------------------- | --------- | --------- | --------- | ------ | -------------- |
| 2012 | Kath & Kimderella      |           |           |           | X      |                |
| 2012 | Any Questions for Ben? | X         | X         | X         | X      |                |
| 2003 | Bad Eggs               |           |           |           |        | Special thanks |
| 2000 | The Dish               | X         |           | X         |        |                |
| 1997 | The Castle             | X         |           | X         |        |                |

### Televisie
| Jaar/jaren | Televisieprogramma                     | Als       | Als       | Als       | Als    |
| Jaar/jaren | Televisieprogramma                     | Regisseur | Producent | Scenarist | Acteur |
| ---------- | -------------------------------------- | --------- | --------- | --------- | ------ |
| 2016–17    | Pacific Heat                           | X         | X         | X         | X      |
| 2014–heden | Utopia                                 | X         | X         | X         | X      |
| 2013–heden | Have You Been Paying Attention?        |           | X         |           |        |
| 2013–15    | Santo, Sam and Ed's Total Football     |           |           | X         | X      |
| 2012–13    | Audrey's Kitchen                       |           | X         |           |        |
| 2012       | Pictures of You                        |           | X         |           |        |
| 2012       | Santo, Sam and Ed's Sports Fever!      |           | X         | X         | X      |
| 2012       | Adam Hills in Gordon Street Tonight    |           |           |           | X      |
| 2011       | A Quiet Word With ...                  |           |           |           | X      |
| 2010       | Santo, Sam and Ed's Cup Fever!         |           | X         | X         | X      |
| 2010       | Lowdown: Zirco Goes Berko              |           |           |           | X      |
| 2008       | The Hollowmen                          | X         | X         | X         | X      |
| 2007       | Kath & Kim                             |           |           |           | X      |
| 2006–09    | Thank God You're Here                  | X         | X         | X         | X      |
| 2004       | Russell Coight's Celebrity Challenge   |           | X         | X         |        |
| 2001–02    | Russell Coight's All Aussie Adventures |           |           | X         |        |
| 2000       | Numero Bruno                           |           |           |           | X      |
| 1998–2007  | The Panel                              |           | X         |           | X      |
| 1997       | A River Somewhere                      | X         |           | X         | X      |
| 1996       | The Campaign                           |           | X         |           |        |
| 1995       | Funky Squad                            | X         | X         | X         | X      |
| 1994–97    | Frontline                              | X         | X         | X         | X      |
| 1993       | The Olden Days                         |           |           |           | X      |
| 1993       | Bargearse                              |           |           |           | X      |
| 1992–93    | The Late Show                          | X         | X         | X         | X      |
| 1991       | Turn It Up                             |           |           |           | X      |
| 1989       | Midday                                 |           |           |           | X      |
| 1988–89    | The D-Generation: Goes Commercial      |           | X         | X         | X      |
| 1986–1987  | The D-Generation                       |           | X         | X         | X      |

- Bibliothèque nationale de France: cb150983114 (data)
- Gemeinsame Normdatei: 1190042347
- International Standard Name Identifier: 0000 0000 7370 0367
- Library of Congress Control Number: no00091620
- MusicBrainz: 4fe5479d-af89-4b9e-9692-62086b04fdbb
- Nationale Bibliotheek van Tsjechië: xx0239230
- Nederlandse Thesaurus van Auteursnamen: 197572464
- SNAC: w6sc86zt
- Système universitaire de documentation: 128531681
- Virtual International Authority File: 51984719
- WorldCat: E39PBJvmKB9Q3w6ygMQckqX8G3